# Oberjahna

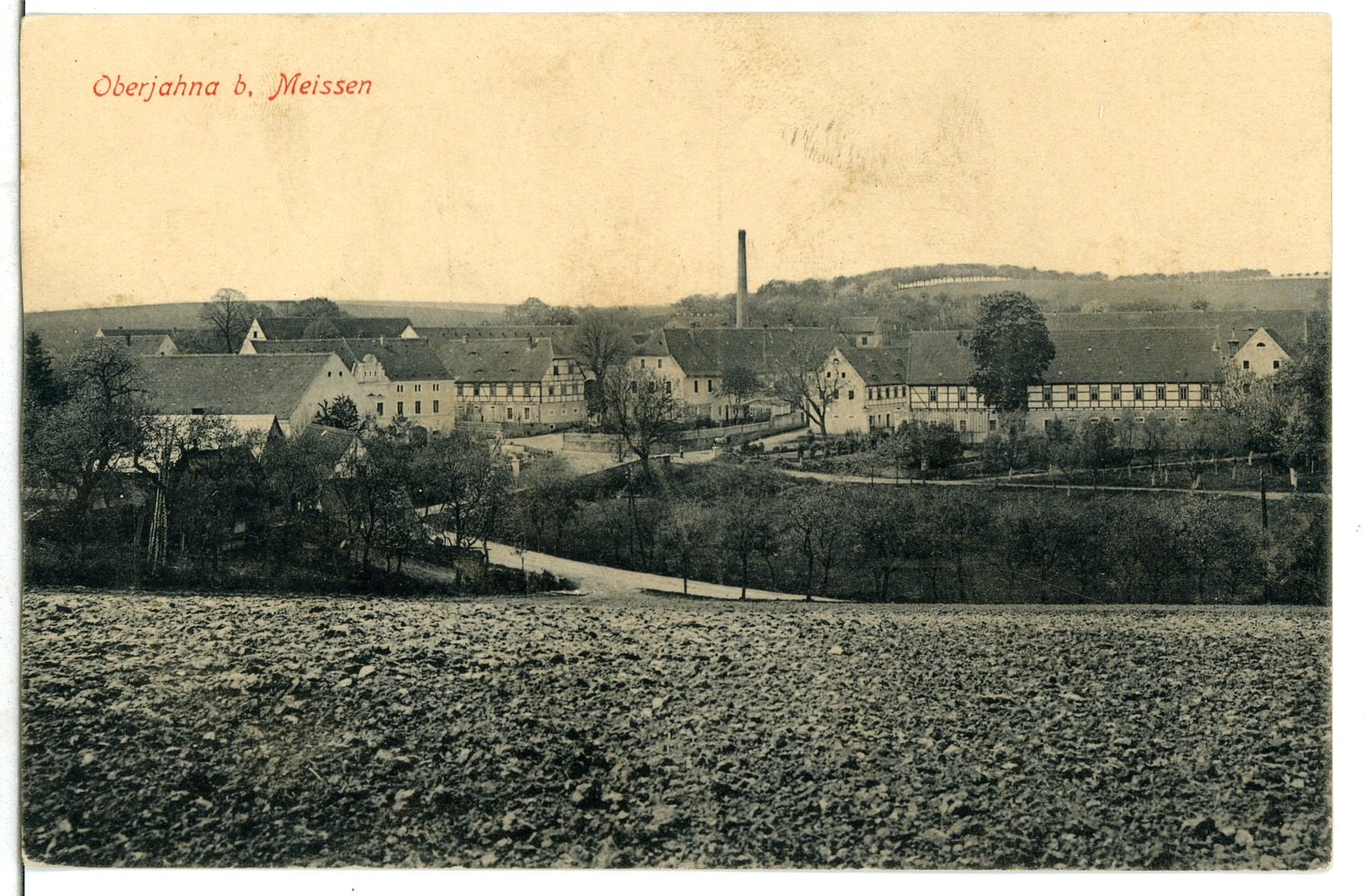
Oberjahna (1908)

Oberjahna (auch Großjahna) ist ein Ortsteil der sächsischen Gemeinde Käbschütztal im Landkreis Meißen.

## Geographie
Oberjahna befindet sich etwa vier Kilometer westlich der Kreisstadt Meißen auf etwa 200 Metern über Normalhöhennull. Östlich fließt der Jahnabach am Ort vorbei, der weiter nördlich bei Keilbusch (Gemeinde Diera-Zehren) in die Elbe mündet. Im Zentrum des Ortes befindet sich ein großer Dreiseithof, der von weiteren Bauern- und Wohnhäusern sowie Stallgebäuden umgeben ist. Im Südosten des Dorfes befindet sich ein kleiner Teich. Straßenverbindungen führen von Oberjahna aus in Richtung der Nachbarorte Niederjahna, Mehren und Mohlis.
An die Gemarkung Oberjahna grenzt im Nordwesten der Ort Mohlis. Im Nordosten ist Niederjahna benachbart, südöstlich von Oberjahna liegt Sieglitz. Im Süden grenzt der Ort Kaschka an. Kaschka war vor der Eingemeindung Oberjahnas ein Ortsteil dieser Landgemeinde. Im Südwesten benachbart liegt Mehren. Alle umliegenden Orte gehören zur Gemeinde Käbschütztal.

## Geschichte
Der Ort wurde erstmals als in utroque Kanin urkundlich erwähnt. Weitere Namensformen waren 1445 Obirkayn und 1547 Oberjahn. Oberjahna lag im Zuständigkeitsbereich des Castrums Meißen, ab Mitte des 16. Jahrhunderts des Erbamtes Meißen und des Schulamtes Meißen im Kurfürstentum Sachsen. Im 17. und 18. Jahrhundert gibt es auch Überlieferungen für eine Zugehörigkeit zum Amt Oschatz. Die Grundherrschaft übten anteilig das Rittergut Hof und das Schul- bzw. Erbamt aus. Durch die Sächsische Landgemeindeordnung von 1838 erhielt Oberjahna Eigenständigkeit als Landgemeinde.
Um den Bauernweiler Oberjahna erstreckte sich 1881 eine 124 Hektar große Blockflur, auf der die im Ort lebenden Menschen der Landwirtschaft nachgingen. Einige Wohnstallhäuser, die noch erhalten sind und von der landwirtschaftlichen Tätigkeit der Menschen in Oberjahna zeugen, stehen heute auf der Kulturdenkmalliste für Käbschütztal. Kirchlich war Oberjahna in das Kloster St. Afra gepfarrt und gehört heute zur dortigen Kirchgemeinde.
Die kommunale Eigenständigkeit verlor Oberjahna am 1. November 1935, als sich Gasern, Jesseritz, Schletta und Sieglitz mit Oberjahna zur Gemeinde Jahna zusammenschlossen. Nach dem Zweiten Weltkrieg wurde Oberjahna Teil der Sowjetischen Besatzungszone und später der DDR. In der Kreisreform 1952 kam es zur Angliederung der Orte an den Kreis Meißen im Bezirk Dresden, der im Wesentlichen aus der Amtshauptmannschaft Meißen (später Landkreis Meißen) hervorgegangen war. Die Bauern im Dorf gingen nun den Weg der Landwirtschaft in der DDR. Jahna vereinigte sich am 1. Januar 1969 mit Kagen zur Gemeinde Jahna-Kagen, die am 1. März 1974 durch deren Zusammenschluss mit Löthain zu Jahna-Löthain wieder aufgelöst wurde.
Nach Wende und Wiedervereinigung wurde Oberjahna Teil des neugegründeten Freistaates Sachsen. In der Kreisreform 1994 wurde der Landkreis Meißen-Radebeul (ab 1996 Landkreis Meißen) aus dem alten Gebiet des Kreises Meißen und Teilen des Kreises Dresden-Land gebildet, dem Oberjahna bis 2008 angehörte. Ebenfalls 1994 vereinigten sich Jahna-Löthain, Krögis und Planitz-Deila zur neuen Großgemeinde Käbschütztal mit 37 Ortsteilen. Diese Gemeinde ist seit dem 1. August 2008 Teil des in der Kreisreform Sachsen 2008 aus Landkreis Meißen und Landkreis Riesa-Großenhain gebildeten dritten Landkreises Meißen.

### Entwicklung der Einwohnerzahl
| Jahr | Einwohnerzahl                 |
| ---- | ----------------------------- |
| 1551 | 4 besessene Mann, 12 Inwohner |
| 1764 | 6 besessene Mann, 1 Häusler   |
| 1834 | 50                            |
| 1871 | 60                            |
| 1890 | 50                            |
| 1910 | 100                           |
| 1925 | 103                           |